# Ernesto Teodoro Moneta Caglio
Ernesto Teodoro Moneta Caglio (Milano, 23 maggio 1907 – Milano, 5 dicembre 1995) è stato un presbitero e musicologo italiano.

## Biografia
Mons. Ernesto Teodoro Moneta Caglio (1907-1995), discendente dalla antica e aristocratica famiglia dei Moneta, nacque a Milano dal Nobile Luigi Moneta Caglio e Augusta Rosetti. Fu Studioso di Liturgia e Canto ambrosiano, per oltre trent’anni preside del Pontificio Istituto Ambrosiano di Musica Sacra, Promotore del Movimento Ceciliano e di Scholae Cantorum, fu Canonico maggiore e Primicerio del Capitolo Metropolitano del Duomo di Milano, Responsabile della Biblioteca capitolare, Consultore per la Liturgia al Concilio Vaticano II e insignito della dignità prelatizia di Protonotario Apostolico.
Ernesto Teodoro fin da piccolo nell'ambiente familiare si trovò a respirare i valori dell'umanesimo. Il nonno, Ernesto Teodoro Moneta (1833 – 1918), fu un esponente di spicco sul piano internazionale dei movimenti per la pace tra i popoli, e ad oggi è l'unico italiano ad essere insignito del Premio Nobel per la Pace. Il piccolo Ernesto Teodoro nacque nell'anno del conferimento del Premio Nobel e ricevette lo stesso nome del nonno.
Il giovane Ernesto Teodoro Moneta Caglio decise di entrare in seminario e fu ordinato sacerdote il 1º novembre 1929; successivamente si laureò in teologia e fu destinato come insegnante nel seminario di San Pietro a Seveso. 
Fin da subito si appassionò al canto ambrosiano che divenne uno dei suoi principali campi di studio. Contribuì a diffondere il Movimento Ceciliano e presso il Ginnasio di S. Pietro in Seveso fu promotore della "Giornata Ceciliana" che attirò al Seminario di Seveso molti preti della diocesi.
Nel 1933 divenne coadiutore nella parrocchia di San Simpliciano a Milano. 
Ottimo conoscitore delle fonti della storia del rito ambrosiano, pubblicò uno studio intitolato "Intendere la Messa" che segnava uno dei tasselli che contribuirono al diffondersi del Movimento liturgico in Italia. Specializzatosi nel canto, continuò ad occuparsi di liturgia sulla rivista "Ambrosius" scrivendo articoli fondati sul rigore storico. 
Nel 1945 venne nominato parroco a Lomazzo e dopo pochi giorni dall'arrivo in parrocchia, nei travagliati giorni della Liberazione nell'aprile '45, non esitò a mettere a repentaglio la propria vita per trattare la ritirata della guarnigione di soldati nazisti, salvando il paese da atti di rappresaglia e distruzione. Nella parrocchia di Lomazzo - San Vito applicò i principi del movimento del rinnovamento liturgico, introducendo il popolo alla partecipazione attiva alla liturgia e in particolare al canto liturgico. 
Nel 1953, l'arcivescovo di Milano Schuster, in visita pastorale a Lomazzo, ebbe modo di stupirsi di come l'intera popolazione partecipasse all'unisono al canto, compiacendosi della capacità di suscitare il popolo alla partecipazione liturgica attraverso la musica sacra. L'arcivescovo volle chiamare don Moneta a Milano a dirigere il Pontificio Istituto Ambrosiano di Musica Sacra, come successore di padre Gregorio Maria Suñol e di padre Altisent, nominandolo al contempo canonico maggiore effettivo del Duomo di Milano. Nello stesso anno, giunse a Milano anche don Luciano Migliavacca, chiamato a dirigere la Cappella Musicale del Duomo di Milano, con il quale don Moneta Caglio instaurò un fecondo rapporto di amicizia e collaborazione. Presso la Cappella Musicale del Duomo, don Moneta Caglio istituì il Coro ambrosiano, specializzato nell'esecuzione dei canti propri della liturgia ambrosiana, per le esigenze delle celebrazioni sacre nella cattedrale. Nel 1962 don Moneta Caglio divenne primicerio del Capitolo Metropolitano. 
Durante il Concilio Vaticano II fu nominato Consultore per la Liturgia. Negli anni successivi al Concilio, come musicologo si occupò di elaborare testi per i rendere accessibile al popolo la musica liturgica.
Come membro del segretariato della Associazione Italiana Santa Cecilia per la musica sacra, egli favorì il rifiorire di tante scholae cantorum nelle parrocchie, suscitando entusiasmo con i raduni, da lui proposti e diretti, che videro fino quindicimila cantori radunati presso la Basilica di San Pietro o nella Piazza, a cantare per le grandi celebrazioni solenni di Paolo VI e di Giovanni Paolo II.
Nel 1979 venne insignito dell'onorificenza pontificia con il titolo di Protonotario apostolico.
In tutti questi anni, il canto rimase la finalità primaria delle sue ricerche, del suo impegno, delle sue fatiche; realizzò il censimento di tutti i manoscritti del canto ambrosiano; con lui lo studio di questo canto giunse a livelli rigorosamente scientifici. Ne è un saggio, in particolare, "L'Antifonale ambrosiano" del 1985.
Morì il 5 dicembre 1995 ed è sepolto nel paese al quale rimase affettivamente legato, nel cimitero di Lomazzo.

## Riconoscimenti
Nel 1957 il Comune di Lomazzo, alla partenza del sacerdote in vista dei nuovi incarichi, offrì questa targa a commemorazione dell'eroismo dimostrato nei giorni della Liberazione dell'aprile 1945:
Novembre 1957 il Comune di Lomazzo / 
a Monsignor dott. don Ernesto Moneta-Caglio, / 
prevosto di SS. Vito e Modesto che nuovo al paese / 
con indimenticabile gesto di pastorale sollecitudine / 
di ogni rischio generosamente oblioso il 26 aprile 1945 / 
consegnando se stesso garante / 
alle truppe tedesche occupanti / 
ne affrettava la partenza / 
restitutrice di libertà al paese. / 
Il Comune di Lomazzo / 
nel nome della popolazione tutta / 
esprime imperitura gratitudine / 
auspicando più alti destini al Sacerdote magnanimo.

## Discografia
- Polifonica Ambrosiana Diretta da Mons. Giuseppe Biella, Carisch, 1958
- Coro S. Ambrogio / Agostino Pedrotti - Canto Ambrosiano (LP, Album), Dischi ECO